# Сопотница (Качаник)
Сопотница (алб. Soponicë) је насеље у општини Качаник, Косово и Метохија, Република Србија.

## Становништво
| Демографија | Демографија | Демографија |
| Година      | Становника  | Становника  |
| ----------- | ----------- | ----------- |
| 1948.       | 308         |             |
| 1953.       | 393         |             |
| 1961.       | 446         |             |
| 1971.       | 559         |             |
| 1981.       | 881         |             |
| 1991.       | 1.004       |             |